# Puchar świata w chodzie sportowym
Puchar świata w chodzie sportowym – zawody lekkoatletyczne organizowane w interwale dwuletnim (w historii zdarzały się jednak odstępstwa od tej reguły) przez IAAF od roku 1961 do 2014. Pierwsza edycja imprezy odbyła się w Lugano w Szwajcarii. Kobiety startują od 1979.
Od 1961 do 1985 rozgrywano eliminacje przed głównymi zawodami. Mężczyźni startują na dystansach 20 km oraz 50 km, a od 2004 także w kategorii juniorów na 10 km. Kobiety startowały początkowo na 5 km (1979 i 1981), następnie na 10 km (1982-1997), a obecnie na 20 km. Od 2004 rozgrywane są zawody juniorek na 10 km.
Do 1997 prowadzono drużynową klasyfikację (osobno dla kobiet i mężczyzn). Od 1993 klasyfikacja drużynowa prowadzona jest osobno dla każdej konkurencji.
Od 2016 puchar świata został zastąpiony przez Drużynowe mistrzostwa świata w chodzie sportowym.

## Edycje
| Lp. | Rok  | Miasto           | Kraj              |
| --- | ---- | ---------------- | ----------------- |
| 1.  | 1961 | Lugano           | Szwajcaria        |
| 2.  | 1963 | Varese           | Włochy            |
| 3.  | 1965 | Pescara          | Włochy            |
| 4.  | 1967 | Bad Saarow       | NRD               |
| 5.  | 1970 | Eschborn         | RFN               |
| 6.  | 1973 | Lugano           | Szwajcaria        |
| 7.  | 1975 | Grand-Quevilly   | Francja           |
| 8.  | 1977 | Milton Keynes    | Wielka Brytania   |
| 9.  | 1979 | Eschborn         | RFN               |
| 10. | 1981 | Walencja         | Hiszpania         |
| 11. | 1983 | Bergen           | Norwegia          |
| 12. | 1985 | St. John’s       | Wyspa Man         |
| 13. | 1987 | Nowy Jork        | Stany Zjednoczone |
| 14. | 1989 | L’Hospitalet     | Hiszpania         |
| 15. | 1991 | San Jose         | Stany Zjednoczone |
| 16. | 1993 | Monterrey        | Meksyk            |
| 17. | 1995 | Pekin            | Chiny             |
| 18. | 1997 | Poděbrady        | Czechy            |
| 19. | 1999 | Mézidon-Canon    | Francja           |
| 20. | 2002 | Turyn            | Włochy            |
| 21. | 2004 | Naumburg (Saale) | Niemcy            |
| 22. | 2006 | La Coruña        | Hiszpania         |
| 23. | 2008 | Czeboksary       | Rosja             |
| 24. | 2010 | Chihuahua        | Meksyk            |
| 25. | 2012 | Sarańsk          | Rosja             |
| 26. | 2014 | Taicang          | Chiny             |